# Aéroport de Meghauli
L'aéroport de Meghauli (code IATA : MEY • code OACI : VNMG) est un aéroport desservant la ville de Meghauli au Népal. Il a ouvert en 1961 pour la visite de la reine Élisabeth II. Après une fermeture en 2010, l'aéroport a rouvert en 2016 avec des vols charters de Tara Air.

## Situation
L'aéroport est situé à 183 mètres d'altitude. 
| \| 100 km1:3 095 000 \| Bajura Bhadrapur Bhâratpur Bhojpur Biratnagar Dhangadhi Dolpa Janakpur Jomsom Jumla Katmandou Lamidanda Lukla Manang Meghauli Nepalganj Phaplu Pokhara Ramechhap Rukumkot Rumjatar Simara Siddharthanagar Simikot Surkhet Talcha Taplejung Thamkharka Tumlingtar Dang |
| 100 km1:3 095 000 |

## Installations
Il possède une unique piste en herbe longue de 1 085 mètres.

## Compagnies et destinations
| Compagnies | Destinations        |
| ---------- | ------------------- |
| Tara Air   | Katmandou-Tribhuvan |